# بیوریولیوخ (آیان-یوریاخ)
بیوریولیوخ (روسی: Бёрёлёх) یک رود در استان ماگادان کشور روسیه است.